# Louis Wangen de Géroldseck
Louis de Wangen de Geroldseck, né le 22 janvier 1760 à Haguenau et mort le 16 octobre 1836 à Strasbourg, est un homme politique français de la Restauration.

## Biographie
Propriétaire à Strasbourg, ville dont il fut le maire de 1806 à 1810, il devint conseiller général du Bas-Rhin, et fut largement élu député de ce département de 1824 à 1831.
Siégeant constamment au centre, il ne prit jamais la parole, soutint toujours le gouvernement, et refusa de signer l'Adresse des 221. Il ne se représenta pas aux élections de 1831.